# Eduard von Ungern-Sternberg
Eduard Otto Ernst Jakob Freiherr von Ungern-Sternberg (* 22. November 1836 in Lassila, damals im Kirchspiel Kadrina, heute zu Rakvere, Estland; † 25. November 1904 in Berlin) war Schriftsteller und Mitglied des Deutschen Reichstags. Er publizierte unter E. v. Sternberg und den Pseudonymen Jakob Ernst und Otto Diwisch.

## Leben

### Herkunft und Familie
Ungern-Sternberg war ein Sohn von Albert Moritz Eduard von Ungern-Sternberg (1798–1841) und Juliana Jakobine Katharina, geb. von Ramm (1809–1872).
1871 heiratete er Anna Helene Freiin von Ungern-Sternberg (1845–1924). 1874 ließen sie sich scheiden, heirateten 1877 aber wieder.

### Werdegang
Er besuchte die Ritter- und Domschule zu Reval und die Universität Dorpat von 1855 bis 1857, Berlin, Wien und Heidelberg, bis er 1860 zum Dr. phil. promovierte. Während seiner Studentenzeit in Dorpat war er Mitglied der Studentenverbindung Estonia.
In der Folge unternahm er umfangreiche Reisen und war publizistisch und politisch tätig in Baden und Schleswig-Holstein zwischen 1862 und 1867 und in Hamburg und Berlin von 1871 bis 1873. Zwischen 1867 und 1869 war er im norddeutschen Konsulatsdienst in Konstantinopel. Von 1869 bis 1871 lebte er als Privatier in Wien, München und Berlin. In Augsburg leitete er die Süddeutsche Reichspost von 1873 bis 1875. Dann wechselte er nach Dresden, wo er die Neue Reichszeitung übernahm. Sein Stellvertreter war hier Franz Perrot. 1883 wechselte er zur Kreuzzeitung nach Berlin.
Von Februar 1884 bis 1887 war er Mitglied des Deutschen Reichstags für den Wahlkreis Regierungsbezirk Minden 3 (Bielefeld, Wiedenbrück) und die Deutschkonservative Partei. Er war Gründungs-/Vorstandsmitglieder der 1875 gegründeten Vereinigung der Steuer- und Wirtschaftsreformer.

## Werke (Auswahl)
- Von Schleswig-Holsteins Morgengrauen I. In: Velhagen und Klasings Monatshefte. Jg. 13 (1898/99), Bd. 2, Heft 8, April 1899, S. 194–200, Teil II.: Velhagen und Klasings Monatshefte. Jg. 13 (1898/99), Bd. 2, Heft 9, Mai 1899, S. 333–340, Teil III. In: Velhagen und Klasings Monatshefte. Jg. 13 (1898/99), Bd. 2, Heft 10, Juni 1899, S. 424–432.